# Gregorio Mateos
Gregorio Mateos y Santos (Madrid, 1859-Pinto, 1910) fue un músico español.

## Biografía
Nació el 11 de octubre de 1859 en Madrid, en octubre de 1872 fue matriculado como alumno en la Escuela Nacional de Música en tercer año de piano. En los concursos públicos de dicha enseñanza realizados en dicho centro en junio de 1877 obtuvo el primer premio. Fue discípulo de Compta. La capilla que dirigía fue en opinión de Luis Ballesteros «por espacio de muchos años una de las más afamadas en las funciones de iglesia» de Madrid. Autor de muchas composiciones religiosas y de algunas zarzuelas, como organista de San Francisco el Grande organizó Misas corales. Falleció en la localidad madrileña de Pinto en agosto de 1910.